# Psilocybe
Psilocybe és un gènere de fongs agaricals de la família de les himenogastràcies (Hymenogastraceae) que inclou els anomenats bolets màgics o al·lucinògens. Aquest gènere el formen bolets menuts que creixen pertot arreu i és molt ben conegut per les seves propietats al·lucinògenes, encara que la majoria d'espècies del gènere no contenen alcaloides al·lucinògens. La psilocina i la psilocibina són els composts psicòtrops responsables dels efectes psicoactius de moltes espècies del gènere i d'algunes altres.

## Taxonomia
- Psilocybe aztecorum
- Psilocybe bohemica
- Psilocybe caerulescens
- Psilocybe coprophila
- Psilocybe crobulus
- Psilocybe cubensis
- Psilocybe cyanescens
- Psilocybe hoogshagenii
- Psilocybe inquilina
- Psilocybe mexicana
- Psilocybe mixaeensis
- Psilocybe montana
- Psilocybe muriercula
- Psilocybe muscorum
- Psilocybe semilanceata
- Psilocybe yungensis
- Psilocybe zapotecorum

## Història
El culte als fongs màgics prové de l'època precolombina. Van ser les expedicions espanyoles del segle xvi, les quals trobaren les primeres indicacions envers l'ús d'aquests per les tribus índies de Mèxic meridional, sobretot a les regions zapoteque, nahuatl i otomis.
Bernardino de Sahagún, Motolinia, Francisco Hernández, Jacinto de la Serna havien remarcat el poder narcòtic i embriagant dels teonanacatl.
Es van descobrir estàtues de pedra, amb formes de bolets, a Guatemala, El Salvador i a Mèxic meridional, les quals poden ser del període que va entre 2000 aC fins al 900 de l'era cristiana. Aquestes figures estan formades per un barret hemisfèric amb forma de Psilocybe, i un peu robust amb una esfinx humana o animal. Eren emprades en cerimònies consagrades on consumien els fongs al·lucinògens.
Fou R. Wasson, qui després d'haver assistit a una cerimònia, inicia l'estudi dels fongs màgics. L'experiència viscuda la narra a l'article "En busca del hongo mágico". El seu col·laborador Robert Heim aconsegueix cultivar amb èxit exemplars de Psilocybe. I Albert Hoffman, descobridor del LSD, aïlla i sintetitza els alcaloides indòlics, psilocibina y psilocina, responsables dels efectes psicoactius dels fongs mexicans.
Actualment se sap que s'han emprat pràcticament a tot el món (Índia, Algèria, Europa medieval) per la presència en motius artístics.

## Composició
Els compostos psicoactius de Psilocybe són la psilocibina i psilocina. Es tracta de derivats de la triptamina substituïts en posició 4 amb propietats al·lucinògenes semblants a les de l'LSD. Són alcaloides de la família de les indolalquilamines.
El principi actiu psilocibina o O-fosforil-4-hidroxi-N-dimetiltriptamina, ingerida per l'home es transforma per hidròlisis de la resta fosfòric en psilocina (4-hidroxi-N,N-dimetiltritamina), principi fisiològicament actiu.
S'han aïllat dos compostos més, anàlegs de la psilocibina, anomenats: bacocistina i normaeocistina.

## Part tòxica
Tot el fong conté els alcaloides. El percentatge de cadascun és variable depenent fonamentalment de l'espècie que es tracti i de les condicions particulars en què es desenvolupi.

## Usos i propietats
Emprats amb finalitats mítiques, religioses i màgiques, rituals d'iniciació i fins curatius per xamans, patges i sacerdots des de temps immemorables.

## Farmacologia
La psilocibina i psilacina són variants de la triptamina, un alcaloide molt similar al neurotransmisor serotonina. Aquesta és la responsable de la percepció sensorial, la regulació de temperatura i l'inici del repòs nocturn. La psilocibina competeix en eficàcia amb la serotonina en la seva unió amb les localitzacions sinàptiques.
Els efectes fisiològics acostumen a ser comuns, mentre que els efectes psíquics varien molt d'una persona a una altra.
La psilocibina és una substància molt poc tòxica que el cos assimila sense dificultat i té un alt marge de seguretat. Fins a 70 vegades la dosis activa mínima (2mg).
Dosis superiors a 5 mg indueixen efectes enteogènics. Mitja hora després de la seva ingestió, una vegada la psilocibina es desfosforila a psilocina, poden desencadenar-se il·lusions visuals, disforia, euforia i una sensació vertiginosa. Una masticació prolongada pot disminuir aquest interval de temps. Altres símptomes sistèmics inclouen rubefacció cutània i facial, taquicàrdia, augment de la temperatura corporal i hipertensió arterial. La duració dels efectes psicodèlics és de tres a sis hores. A dosis elevades pot observar-se un efecte pseudoatropínic, que produeix sequedat a la boca, retenció vesical i un augment en la intensitat de les al·lucinacions.
El tractament de la intoxicació és simptomàtic s'empren les benzodiacepines per tractar els efectes anticolinérgics.
No es coneix dosis letal per l'ésser humà, ni s'han descrit fenòmens de dependència física o psíquica o enverinament.